# Ronde van Noorwegen (mannen, 2011-)
De Ronde van Noorwegen is een meerdaagse wielerwedstrijd in Noorwegen die sinds 2011 wordt georganiseerd.
Tussen 2011 en 2019 werd de koers verreden als onderdeel van het Europese continentale circuit, de UCI Europe Tour. In 2012 en 2013 werd de race als de Glava Tour verreden. Tot 2018 was het een vijfdaagse koers, in 2019 - als gevolg van de fusie met de Tour des Fjords - een zesdaagse. Voor 2020 werd de wedstrijd op de nieuwe UCI ProSeries-kalender opgenomen met de classificatie 2.Pro, maar werd vanwege financiële moeilijkheden voor dit jaar geannuleerd.
In 2025 startte de organisatie (Fjord Cycling AS) met een vrouweneditie op de twee slotdagen met de zelfde start- en finishplaatsen als de mannenkoers, dit nadat de organiserende Ladies Tour of Norway AS hun licentie voor de Ronde van Scandinavië opgaf.
Van 1983-1992 werd onder de sponsornaam Postsparebanken GP ook een Ronde van Noorwegen voor mannen verreden.

## Lijst van winnaars

### Meervoudige winnaars
| Overwinningen | Renner               | Jaren            |
| ------------- | -------------------- | ---------------- |
| 3             | Edvald Boasson Hagen | 2012, 2013, 2017 |

### Overwinningen per land
| Aantal | Land                                         |
| ------ | -------------------------------------------- |
| 4      | Noorwegen                                    |
| 3      | Verenigd Koninkrijk                          |
| 2      | Nederland                                    |
| 1      | België, Denemarken, Frankrijk, Polen, Spanje |

Mannen:
2011 · 2012 · 2013 · 2014 · 2015 · 2016 · 2017 · 2018 · 2019 · 2020 ·2021 · 2022 · 2023 · 2024 · 2025
Vrouwen:
2025